# Sidney Garcke
Sidney Garcke (* 6. Januar 1885 in Shepherd’s Bush; † 3. Oktober 1948 in Hove) war ein britischer Manager. Er wurde in Großbritannien bekannt als ein Pionier des Omnibus-Gewerbes.

## Jugend
Sidney Garcke war der Sohn des Emile Garcke und der Alice Withers. An der Londoner Universität studierte er Ingenieurwesen. 1908 heiratete er Clare Lorrain, der Tochter eines Ingenieurs. Sie hatten einen Sohn Kenneth, 1909 geboren, und eine Tochter, Elizabeth, 1913 geboren.

## Tätigkeit im Busgewerbe bei British Electric Traction Company Limited (B.E.T.)
1906 begann er bei der Birmingham & Midland Motor Omnibus Co. zu arbeiten, einer Tochtergesellschaft der British Electrical Traction Company Limited (B.E.T.). Sein Vater Emile Garcke hatte diese Gesellschaft gegründet. Die in den West Midlands betriebenen Buslinien ergänzten die B.E.T.-Straßenbahnlinien. Zu jener Zeit sollte der Motorantrieb der Busse aber beendet und die Wagen von Pferden gezogen werden. Sidney bestand darauf, dass sechs der neun Busse, die nicht mehr gebraucht wurden, nach Kent verlegt wurden, wo, wegen der flachen Gegend, die damals anfälligen Fahrzeuge besser eingesetzt werden konnten. Es wurde dort ein Omnibus-Liniendienst eingerichtet, der 1908 unter der Firma Deal & District Motor Services den Betrieb aufnahm. Sidney selbst lenkte einen der Busse von Birmingham nach Deal.
Bereits 1901 hatte B.E.T. zwei dampfbetriebene Busse eingesetzt zur Ergänzung einer Straßenbahnlinie bei Stoke-on-Trent. Die Busse wurden aber bald wieder verkauft. In dem Maße, wie die Zuverlässigkeit der Buskonstruktionen zunahm, wurde es wirtschaftlich interessanter, Buslinien einzurichten. 1912 gründete B.E.T. die Tochtergesellschaft British Automobile Traction Co. Da eine Ausdehnung nach London auf Grund einer Übereinkunft, die 1912/1913 mit der London General Omnibus Co. geschlossen wurde, nicht möglich war, wandten sich Busgesellschaften verstärkt dem Umland zu. Von 1913 an gründete B.E.T. mehrere Busunternehmen oder erwarb Anteile an solchen. Während des Ersten Weltkriegs war es allerdings schwierig, Buslinien zu betreiben. Neue Linien konnten überhaupt nicht eingerichtet werden, da für sie kein Treibstoff zur Verfügung gestellt wurde.
Sidney kommandierte während des Ersten Weltkriegs das Berkshire Royal Army Service Corps (RASC; M. T. – Mechanical Transport). Er war Major.
In Anlehnung an das Londoner Gebietsabkommen von 1912/1913 versuchten die Busgesellschaften, auch in den anderen Gebieten ihre Busnetze durch den Abschluss von Gebietsabkommen zu stabilisieren. Sidney war der Architekt dieser Abkommen, in denen die benachbarten Gesellschaften ihre Gebiete sowie Regeln für den grenzüberschreitenden Personenverkehr festlegten. Mit auf Grund des Gewichts des von ihm vertretenen Unternehmens leistete Sidney damit einen gewichtigen Beitrag zur Entwicklung des britischen Bus-Gewerbes. Da auch das Road Traffic-Gesetz von 1924 solche Abkommen unterstütze, schafften sie für ungefähr 50 Jahre dem privaten Busgewerbe Stabilität. Erst die Verstaatlichung der Bus-Gebietsgesellschaften durch die Labour-Mehrheit im britischen Parlament ab dem Jahr 1947 setzte dieser Entwicklung ein Ende.
Sidney war auch maßgeblich beteiligt an den Verhandlungen Ende der 20er Jahre zwischen den Eisenbahngesellschaften und B.E.T., die dazu führten, dass die Betätigungsfelder beider Seiten besser auf einander abgestimmt wurden. Die Eisenbahngesellschaften übernahmen in diesem Rahmen bei der Mehrheit der B.E.T.-Autobusgesellschaften ungefähr die Hälfte der Anteile.
Sidney wurde 1928 als Direktor Mitglied des Vorstandes (Board) der B.E.T. und verblieb dort, auch als sein Vater 1929 ausschied. Er war Vorstandsvorsitzender verschiedener Tochtergesellschaften.
Zusammen mit Thomas Tilling, einer anderen großen Busgesellschaft, wurden 1928 die B.E.T.-Businteressen neu geordnet und in ein gemeinsames Unternehmen Tilling & British Automobile Traction Ltd. eingebracht, mit Sydney als Vorstandsvorsitzendem.
In Sydney´s Vorwort zu dem Buch The first passenger railway. The Oystermouth or Swansea & Mumbles Line, 1942, sagte Sidney, es sei seine eher melancholische Aufgabe gewesen, die Straßenbahnlinien, die sein Vater vor 37 Jahren voll Stolz mit Hilfe des elektrischen Antriebs eingerichtet habe, wieder abzuschaffen. Diese Aussage traf auf viele andere BET-Linien zu.

## Tätigkeit als Ingenieur
Als der Vorstandsvorsitz bei Tilling & British Automobile Traction Ltd. ab 1936 abwechselnd von den beiden Muttergesellschaften gestellt und 1942 die gemeinsame Firma sogar aufgelöst wurde, wandte sich Sidney wieder der Ingenieurarbeit zu und trat 1943 in den Vorstand (Board) von Dennis Brothers ein, die Busse und Waggons herstellten. 1945 wurde er Vorstandsvorsitzender. Sidney blieb Vorstandsvorsitzender verschiedener B.E.T.-Gesellschaften wie z. B. Electrical Press. Bis 1946 blieb er als Direktor auch Mitglied des B.E.T.-Vorstandes (Board).
Während des Zweiten Weltkriegs beriet Sidney die Regierung als Mitglied in verschiedenen Fachausschüssen.
Sidney Garcke starb am 3. Oktober 1948 in Howe bei Brighton. Die Times schrieb: Pionier für Busse auf dem Lande. Niemand tat mehr dafür, das tägliche Leben in kleinen Städten und auf dem Lande zu verändern als Mr. Sidney Garcke (Pioneer of provincial buses. No man did more to change the social habits of small-town and village life than Mr. Sidney Garcke).

## Überbetriebliches Wirken
Sidney gab die beiden von seinem Vater begründeten jährlichen Handbücher über die Elektrizitätswirtschaft und über das Automobil-Transportwesen heraus.
1942 wurde er ausgezeichnet mit der Berufung zum Commander des Order of the British Empire für seine Verdienste um die Entwicklung des Busgewerbes. Er war Mitglied der Institution of Mechanical Engineers und Mitglied und Präsident des Institute of Transport.
In der Parlamentswahl 1929 bewarb sich Sidney Garcke als Kandidat der Konservativen Partei ohne Erfolg um den Sitz für den Kingswinford-Bezirk in Staffordshire.